# (74311) 1998 TX37
(74311) 1998 TX37 – planetoida z pasa głównego asteroid okrążająca Słońce w ciągu 4,06 lat w średniej odległości 2,54 j.a. Odkryta 14 października 1998 roku.